# المتحف الوطني السلوفاكي في مارتن
المتحف الوطني السلوفاكي في مارتن هو فرع من المتحف الوطني السلوفاكي، ويتخصص في التاريخ العرقي. ويعتبر أهم ورشة عمل للمتحف الرئيسي.

## معرض صور

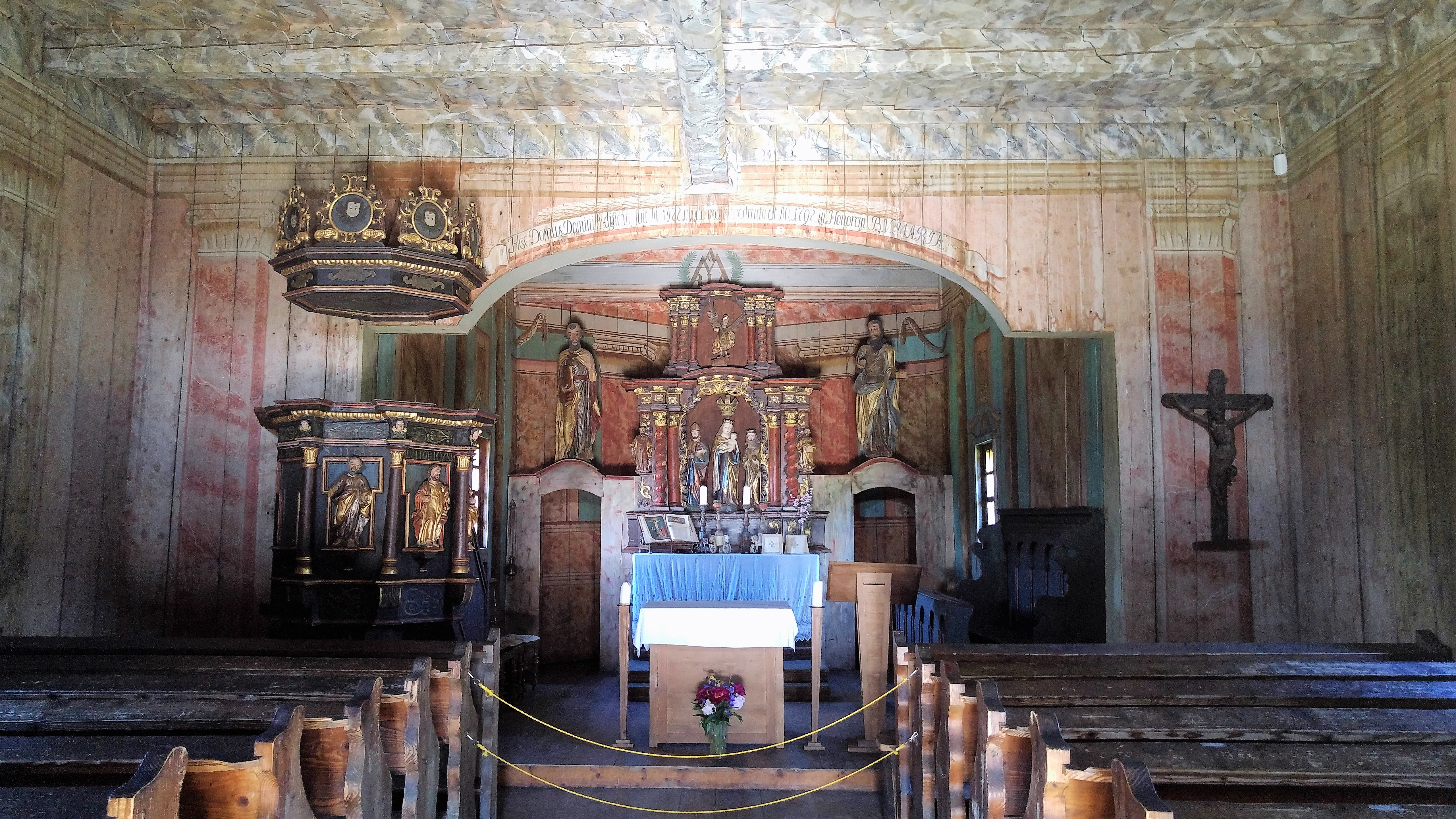
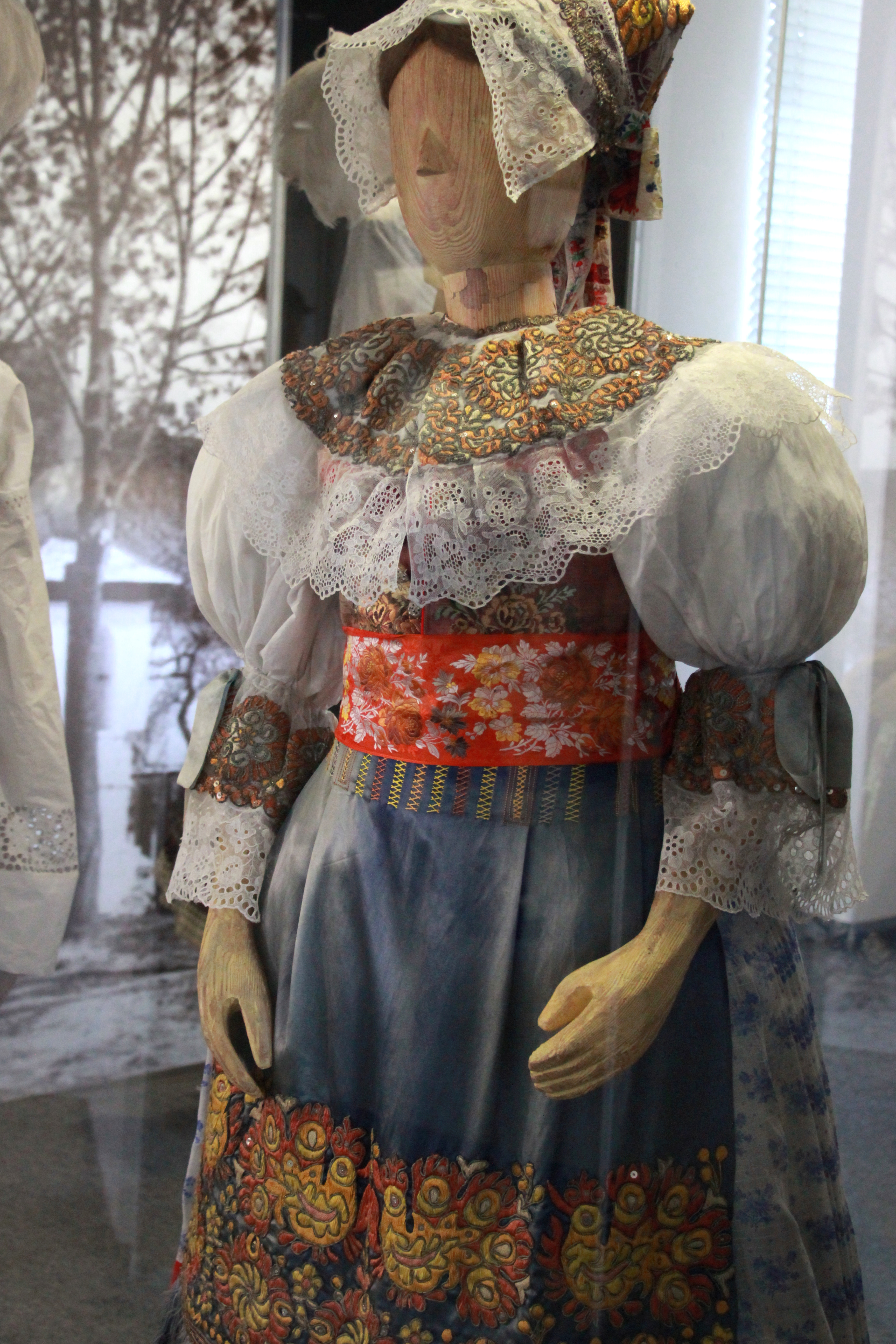
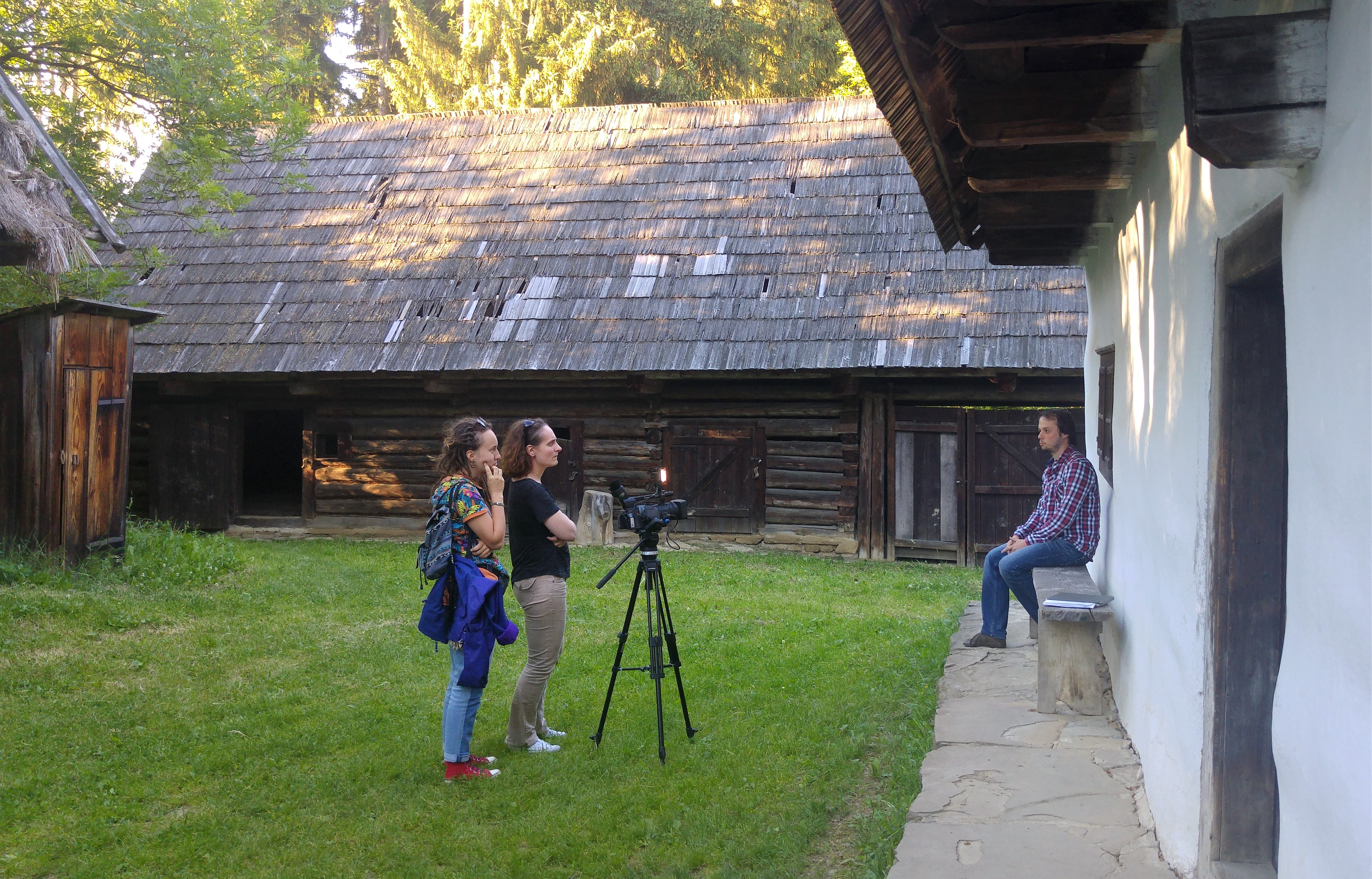
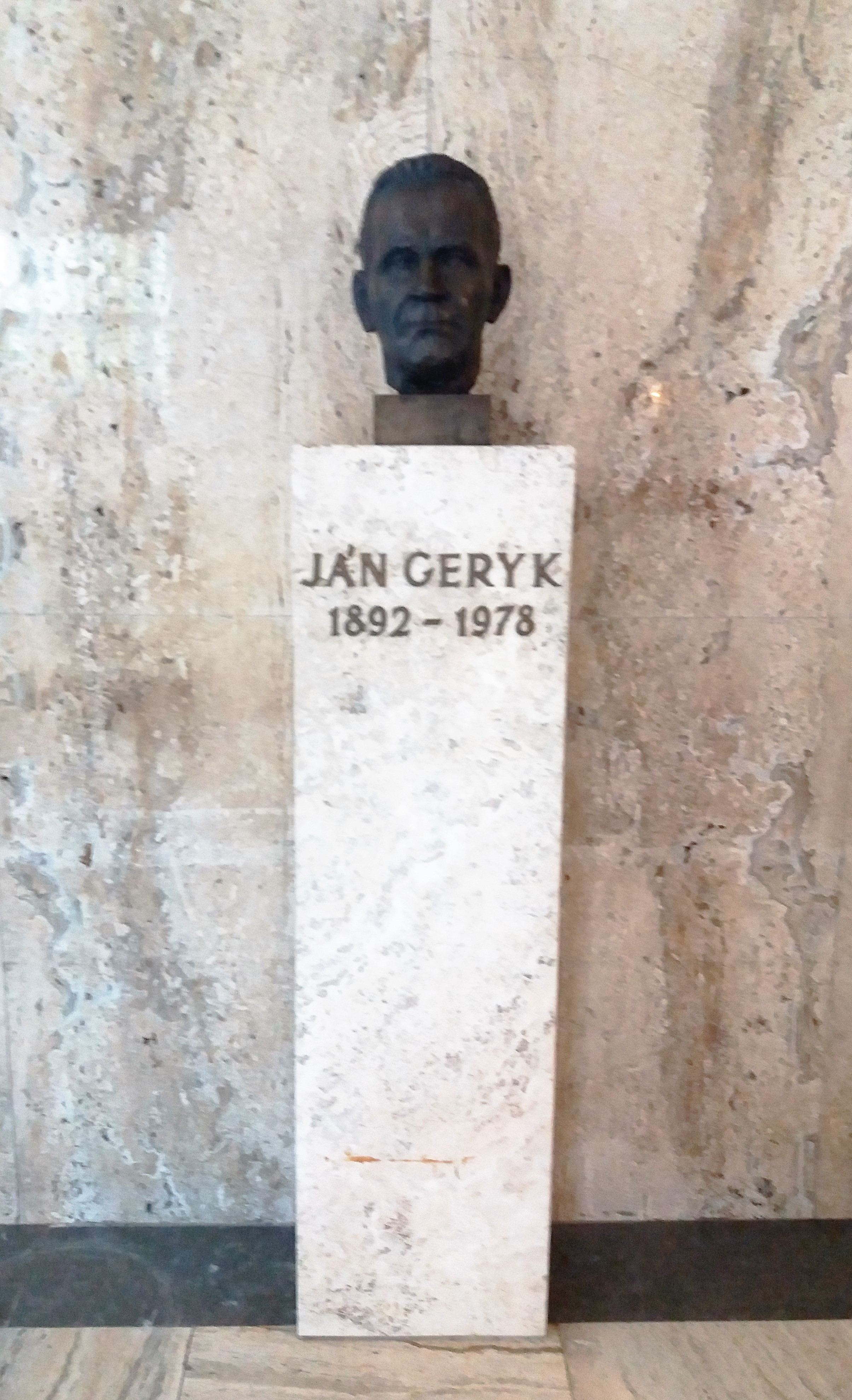